# Miljević
Miljević (cyr. Миљевић) – wieś w Serbii, w okręgu braniczewskim, w gminie Golubac. W 2011 roku liczyła 466 mieszkańców.